# 870 Manto
870 Manto este o planetă minoră ce orbitează Soarele, făcând parte din centura principală. Inițial, obiectul a avut denumirea 1917 BX.

## Descoperirea
Obiectul a fost descoperit la 12 mai 1917, de astronomul german Max Wolf, de la Observatorul Königstuhl.

## Denumirea
Numele său se referă la Manto, personaj din mitologia greacă și mamă a lui Ocnus, considerat fondatoare a orașului Mantova, căruia i-a dat numele.

## Caracteristici
870 Manto prezintă o orbită caracterizată de o semiaxă majoră egală cu 2,3217899 UA și de o excentricitate de 0,2651763, înclinată cu 6,19680° în raport cu ecliptica.